# Dmitrij Nikolaevič Čečulin
Dmitrij Nikolaevič Čečulin (in russo Дмитрий Николаевич Чечулин?; Šostka, 22 agosto 1901 – Mosca, 29 ottobre 1981) è stato un architetto, urbanista e scrittore sovietico che progettò alcuni tra gli edifici più rappresentativi del periodo staliniano.

## Biografia
Dmitrij Čečulin nacque a Šostka nell'Oblast' di Sumy (oggi in Ucraina) da una famiglia operaia. Dopo il servizio militare nell'Armata Rossa si iscrisse all'atelier superiore d'arte e tecnica Vchutemas dove si diplomò nel 1929, proseguendo con un periodo di studi post-diploma sotto la guida dell'architetto Aleksej Victorovič Ščusev.
Negli anni trenta Čečulin fu scelto per la progettazione di quattro stazioni della metropolitana di Mosca cominciando una carriera che lo portò a progettare vari edifici che ancora oggi sono punti di riferimento ben noti nel panorama moscovita. Tra il 1945 e il 1949 ricoprì inoltre la carica di Architetto Capo della città.
L'opera di Čečulin interagisce in vari modi con il concorso per la progettazione del palazzo dei Soviet, un evento di enorme importanza nella storia dell'architettura sovietica, concorso nel quale egli si piazzò tra i dodici finalisti.
Una delle sue opere più significative è l'edificio residenziale in Kotel'ničeskaja naberežnaja, uno dei sette grattacieli moscoviti commissionati da Stalin nei primi anni del secondo dopoguerra e noti come Sette sorelle. Suo è anche un progetto del 1947 per un ottavo grattacielo a Zarjad'e che però non fu mai realizzato. Quando, dopo molti anni di abbandono, il grande scavo che doveva ospitare le fondamenta del palazzo dei Soviet venne riutilizzato per la costruzione di quella che al tempo era la più grande piscina aperta del mondo, la piscina Moskva, il progetto del nuovo impianto sportivo fu affidato a Čečulin.
Oltre all'attività di progettista e di manager dei lavori pubblici Čečulin scrisse una quarantina tra libri, pamphlet, monografie e articoli sui temi dell'architettura, dell'urbanistica e del design.
Tra le molte onorificenze delle quali fu insignito si possono citare quella di eroe del lavoro socialista (1976), di architetto del popolo dell'Unione Sovietica (1971), due Ordini di Lenin, due ordini della Bandiera rossa del lavoro, l'Ordine d'Onore e tre premi Stalin (1941, 1949, 1953).
Morì a mosca il 29 ottobre del 1981 e fu sepolto al cimitero di Novodevičij.

## Opere

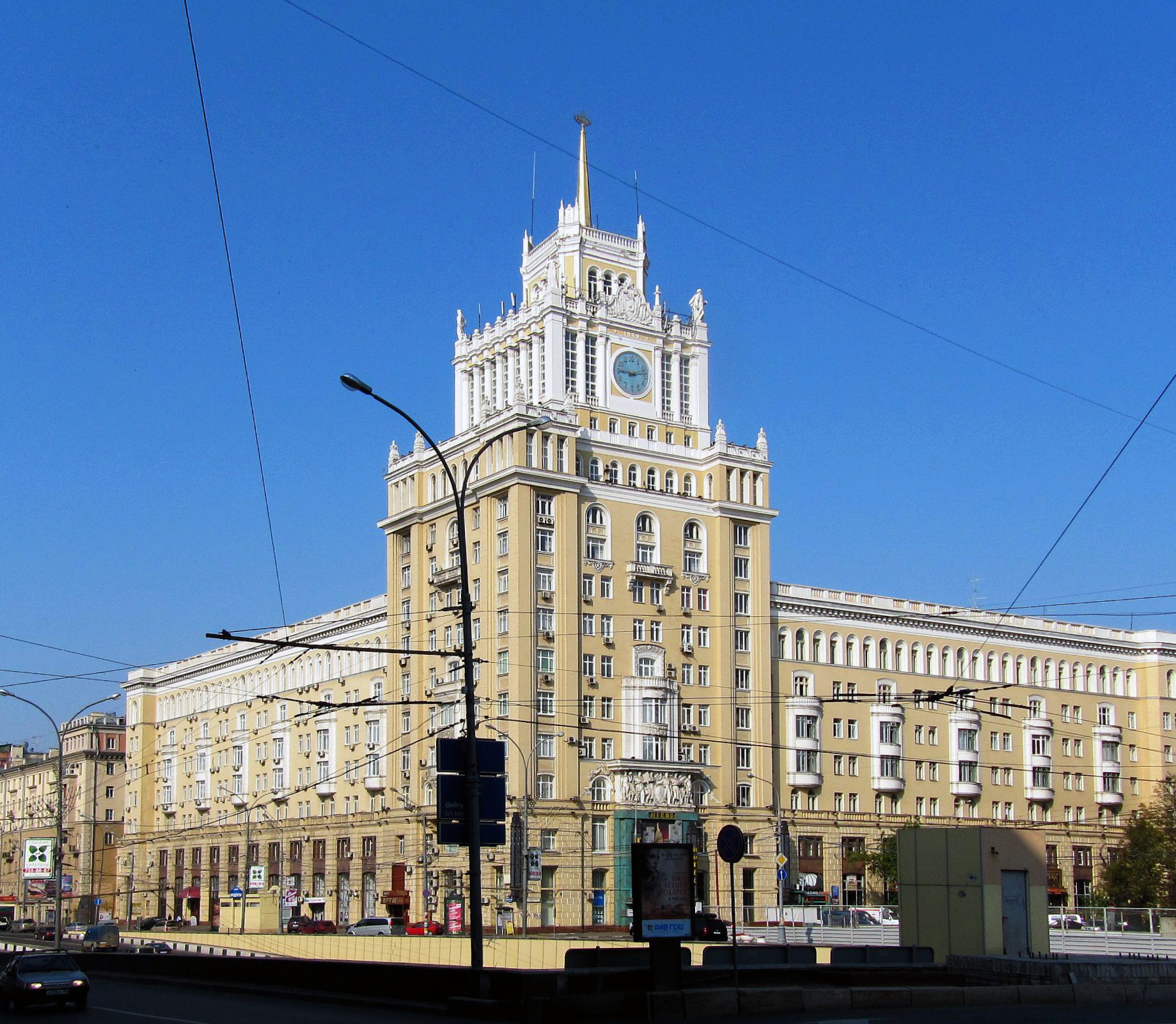
L'hotel Pechino (Гостиница Пекин)

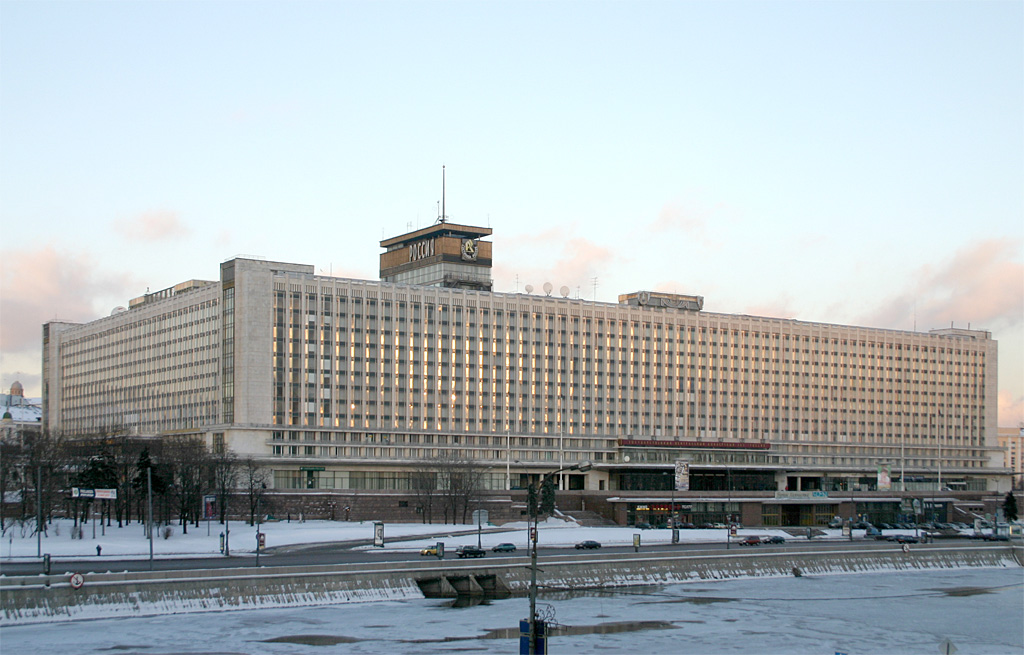
L'hotel Russia (Гостиница Россия) nel 2004

(collocate a Mosca se non diversamente indicato)
- Stazione Komsomol'skaja-Radial'naja, metropolitana di Mosca, 1935
- Atrio della stazione Ochotnyj Rjad, metropolitana di Mosca, 1935
- Stazione Kievskaja, metropolitana di Mosca, 1937
- Atrio della stazione Dinamo, metropolitana di Mosca, 1938
- Padiglione di Mosca all'esposizione agricola pan-russa, 1939
- Auditoriom Čajkovskij, 1940
- Ponte della Vittoria (con lo scultore Nikolai Tomski), 1943
- Edificio residenziale in Kotel'ničeskaja naberežnaja, 1947–1952
- Hotel Pechino, 1955
- Piscina Moskva, 1958
- La Casa Bianca di Mosca (residenza ufficiale del primo ministro russo), 1965–1981
- Hotel Russia, sul sito dove avrebbe dovuto essere costruita la torre Zaryadye, 1967 (smantellato nel 2006)